# Alojzy Boccardo
Alojzy Boccardo (ur. 9 sierpnia 1861 w Moncalieri; zm. 9 czerwca 1936 w Turynie) – włoski Błogosławiony Kościoła katolickiego.

## Życiorys
Pochodził wielodzietnej rodziny; jego bratem był bł. Jan Maria Boccardo. Wstąpił do seminarium, mając 14 lat w 1875 roku, jednak zachorował na tyfus. W dniu 7 czerwca 1884 roku otrzymał święcenia kapłańskie, a także w tym samym roku doszło do wybuchu epidemii cholery. 30 grudnia 1913 roku zmarł jego brat. 9 stycznia 1914 roku mianowano go na przełożonego zgromadzenia Ubogich Sióstr św. Kajetana, a także został mianowany dyrektorem instytutu dla niewidomych. Potem rozpoczął pracę przy budowie sanktuarium Chrystusa Króla, które zostało konsekrowane w dniu 24 października 1931 roku. Zmarł 9 czerwca 1936 roku w opinii świętości.

## Beatyfikacja
Beatyfikował go papież Benedykt XVI w dniu 14 kwietnia 2007 roku.